# بوئینگ ئی‌سی-۱۳۵
بوئینگ ئی‌سی-۱۳۵ (به انگلیسی: Boeing EC-135) یک هواپیمای ساختِ بوئینگ در کشور ایالات متحده آمریکا است. نخستین استفاده‌کنندهٔ این هواپیما نیروی هوایی ایالات متحده آمریکا بوده‌است.